# Всеукраинская олимпиада по информатике
Всеукраинская олимпиада по информатике — ежегодное соревнование школьников Украины по информатике (программированию).
Олимпиада проводится для школьников 9—11-х классов. Если ученик учится в классе ниже девятого, он может попасть на олимпиаду как девятиклассник.
Состязание проводится весной (обычно в конце марта или в начале апреля) каждый год в новом городе. Олимпиада состоит из двух туров, проходящих два дня подряд или с промежуточным днем отдыха. Начиная с 2012 года в каждом туре участникам предлагается решить 4 задачи за 5 часов, причем результат по каждой задаче участник видит в режиме реального времени и имеет возможность пересдать решение практически неограниченное количество раз. Полное решение каждой задачи оценивается в 100 баллов, максимальный балл за олимпиаду — 800.

## Места проведения
| - 2019 — Одесса - 2018 — Николаев - 2017 — Ровно - 2016 — Хмельницкий - 2015 — Херсон - 2014 — Днепропетровск - 2013 — Луганск - 2012 — Винница - 2011 — Черкассы - 2010 — Киев - 2009 — Хмельницкий - 2008 — Львов - 2007 — Кременчуг - 2006 — Днепропетровск | - 2005 — Ровно - 2004 — Харьков - 2003 — Донецк - 2002 — Черновцы - 2001 — Одесса - 2000 — Киев - 1999 — Херсон - 1998 — Киевская область - 1997 — Винница | - 1996 — Ровно - 1995 — Днепропетровск - 1994 — Кировоград - 1993 — Тернополь - 1992 — Сумы - 1991 — Хмельницкий - 1990 — Ворошиловград - 1989 — Винница - 1988 — Черновцы |